# Anhac (Alt Loira)
Anhac (en francès Agnat) és un municipi francès del departament de l'Alt Loira, a la regió d'Alvèrnia-Roine-Alps. El 2021 tenia 173 habitants.